# Линкълн (окръг, Минесота)
Вижте пояснителната страница за други значения на Линкълн.
Окръг Линкълн (на английски: Lincoln County) е окръг в щата Минесота, Съединени американски щати. Площта му е 1419 km², а населението - 6429 души (2000). Административен център е град Айвънхоу.